# Wu Yi od Shanga
Wu Yi (武乙) bio je kralj stare Kine, sin kralja Geng Dinga. Njegov je glavni grad bio Yin.
U 34. god. vladavine Wu Yija, u njegovu je prijestolnicu stigao kralj Ji od Zhoua (Jili).
Navodno je Wu Yi bio bezbožan vladar. Dao je izraditi kip boga Shangdija, vrhovnog kineskog božanstva, ali ga je onda uništio. Zato je Wu Yija navodno ubila munja.